# Elaphromyia adatha
Elaphromyia adatha är en tvåvingeart som först beskrevs av Walker 1849.  Elaphromyia adatha ingår i släktet Elaphromyia och familjen borrflugor. Inga underarter finns listade i Catalogue of Life.